# Музей истории Марселя
Музей истории Марселя (фр. Musée d'histoire de Marseille) — это историко-археологический музей в Марселе (Франция).

## История
Музей был открыт в 1983 году, это первый городской исторический музей во Франции. В нём представлены основные археологические находки, обнаруженные при раскопках в 1967 году при коммерческой реконструкции и строительстве торгового центра Centre de la Bourse. Здание музея, которое находится внутри торгового центра, выходит окнами на сад со стабилизированными археологическими остатками классических валов, портовых сооружений, некрополя.

## Галерея
- Скульптура хищника
- Двуглавый Гермес
- Оружие
- Бронзовый шлем